# مولینی دی تریورا
مولینی دی تریورا (به ایتالیایی: Molini di Triora) یک کومونه در ایتالیا است که در استان ایمپریا واقع شده‌است.

## خصوصیات
مولینی دی تریورا ۵۷٫۹ کیلومترمربع مساحت و ۷۴۱ نفر جمعیت دارد.